# Uroleucon deltense
Uroleucon deltense är en insektsart som beskrevs av Robinson 1985. Uroleucon deltense ingår i släktet Uroleucon och familjen långrörsbladlöss. Inga underarter finns listade i Catalogue of Life.